# La Rinconada (Cúcuta)
La Rinconada es un sector de la ciudad colombiana de Cúcuta en el departamento de 
Norte de Santander.
Es primordialmente de carácter residencial y se encuentra ubicado en las afueras de la ciudad, antes de llegar al municipio de Los Patios.
Predominan los estratos socioeconómicos altos, es decir 5 y 6.
- Datos: Q5965108